# 127 ساعة (فلم)
127 ساعة (بالإنجليزية: 127Hours) هُو فيلم سيرة ذاتية وبقاء على قيد الحياة ودراما بريطاني أمريكي صدر سنة 2010، وقد شارك داني بويل في تأليفه وإنتاجه وإخراجه. الفيلم من بطولة جيمس فرانكو وكيت مارا وأمبر تامبلين وكليمنس بويسي. يتحدث الفيلم عن قصة حياة مُتسلق جبال يُدعى آرون رالستون، وعن تجربته المُؤلمة بعد أن حوصر بواسطة صخرة في فتحة وادٍ معزولة في كانيون بلوجون، جنوب شرق ولاية يوتا، وذلك في أبريل 2003. أُنتج الفيلم على شكل مشروع مُشترك بريطاني وأمريكي، شاركت فيه كُل من باثي وإيفرست للترفيه وشركة فيلم فور للإنتاج وشركتي أفلام هاند مايد وأفلام كلاود آيت.
استند سيناريو الفيلم على السيرة الذاتية لرالستون لسنة 2004، والتي أسماها بين صخرة ومكان صعب. شارك في كتابة هذا السيناريو كُل من بويل وسايمون بوفوي، أما الإنتاج فقد كان مُشتركا بين كريستيان كولسون وجون سميثسون، بينما أنتج أ.ر. رحمان الأغنية الرئيسية للفيلم. عمل كل من بوفوي وكولسون ورحمان سابقًا مع بويل سنة 2008 في فيلم مليونير متشرد. حصل فيلم 127 ساعة على مُراجعات إيجابية من النقاد، كما رُشح لنيل عدة جوائز من بينها 6 جوائز أوسكار، كان من بين هذه الأخيرة جائزتا أفضل ممثل لجيمس فرانكو وأفضل فيلم.
يُشير عنوان الفيلم إلى المُدة الزمنية من استيقاظ رالستون في يوم حادثته إلى الوقت الذي خضع فيه للتخدير في المُستشفى.

## القصة
في أبريل 2003، ذهب مُتسلق الجبال آرون رالستون (جيمس فرانكو) للتنزه في حديقة كانيونلاندز الوطنية في ولاية يوتا. لم يُخبر آرون أحدا إلى أين هو ذاهب. يلتقي آرون في طريقه بكُل من كريستي (كيت مارا) وميغان (أمبر تامبلين)، يجد هؤلاء الثلاثة مسبحًا تحت الأرض، يسبحون فيه قليلا ثُم يمضي آرون في سبيله لوحده. بعد أن يفترقوا، يواصل آرون طريقه عبر فتحة وادٍ معزولة في كانيون بلوجون. أثناء التسلق، يسقط وتُحشر يده اليمنى مع صخرة كبيرة وتظل ضاغطة عليها.
يحاول آرون تحريك الصخرة لكنها لا تتزحزح. يصيح طالبا النجدة لكنه يُدرك أنه وحيد. بعد ذلك يبدأ في تسجيل يوميات فيديو باستخدام كاميرا الفيديو الخاصة به للحفاظ على روحه المعنوية، حيث قام بكسر أجزاء من الصخرة باستخدام سكين جيب. على مدى الأيام الخمسة التالية، قَسَّم آرون طعامه و150 مل من الماء المتبقي لديه، وهو يكافح للتدفئة ليلاً، ويضطر إلى شرب بوله عندما تنفد مياهه. كما أنه نصب بكرة باستخدام حبل التسلق في محاولة فاشلة لإزاحة الصخرة.
بعد مرور مُدة من الزمن، يُصبح آرون يائسًا ومكتئبًا، وأصبحت تأتيه أحلام وهلوسات حول الهروب والعلاقات والتجارب السابقة بما في ذلك عائلته وصديقته السابقة رانا. خلال إحدى هلوساته، أدرك آرون أن خطأه كان أنه لم يخبر أحدًا عن المكان الذي كان ذاهبًا إليه أو المُدة التي سيقضيها فيه، وقرر أن القدر قد حاصره بالصخرة. في اليوم السادس، يرى آرون ابنه المستقبلي، مما يُحفز إرادته على البقاء. يُصمم عاصبة من حقيبة الظهر ويستخدم حلقة تسلق لشدها. ثم، باستخدام معرفته بعزم الدوران، يكسر عظام ذراعه، ويقوم ببترها ببُطء.
بعد تحرير نفسه، يلف آرون الجذع لمنع الدم من النزيف. يلتقط بعدها صورة للصخرة قبل هبوطه من مسافة 65 قدم (20 م). يجد في طريق هُبوطه بعض مياه الأمطار التي تجمعت، يشرب منها قليلا ثُم يستمر. بالعودة إلى الصحراء، يرى عائلة في نزهة فيطلب المساعدة منهُم، ويُعطونه الماء ويُخبرون السلطات، فتأتي طائرة هليكوبتر تابعة للشرطة لإنقاده ونقله إلى المستشفى.
تذكر معلومات آخر الفيلم، أنه وبعد سنوات، تزوج آرون وأنجب ابنًا (كما كان الأمر في حُلمه). كما أنه واصل هوايته في التسلق، لكن هذه المرة دائمًا ما يترك رسالة تخبر عائلته أين ذهب.

## طاقم التمثيل
- جيمس فرانكو في دور آرون رالستون.
- كايت مارا في دور كريستي مور.
- أمبير تامبلين في دور ميغان ماكبرايد.
- كليمونس بويزي في دور رانا، حبيبة آرون.
- ليزي كابلان في دور سونيا رالستون، الأخت الصغرى لآرون.
- كيت بورتون في دور دونا رالستون، أم آرون.
- تريت ويليامز في دور لاري رالستون، أب آرون.

## الإنتاج
كان داني بويل يريد أن يصنع فيلمًا عن محنة رالستون لمدة أربع سنوات؛ كتب نصًا سينمائيًا أوليًا وكتب سيمون بوفوي السيناريو. يصف بويل 127 ساعة بأنه «فيلم أكشن مع رجل لا يستطيع الحركة.» كما أعرب عن اهتمامه بالفيلم أكثر من فيلمه السابق مليونير متشرد (2008) وصرّح أنه أكثر عاطفية: «أتذكر عندما كنت أفكر بأنه لا بد أن أصور فيلماً كما فعل دارين أرنوفسكي في فيلم المصارع. لذا فإن 127 ساعة هي رؤيتي لذلك.»
أعلن بويل وفوكس سيرشلايت عن خطط لإنشاء 127 ساعة في نوفمبر 2009، في يناير 2010، تم اختيار جيمس فرانكو في دور رالستون. في مارس 2010، بدأ التصوير في ولاية يوتا؛ حيث كان بويل ينوي تصوير الجزء الأول من الفيلم بدون حوار. بحلول 17 يونيو 2010، كان الفيلم في مرحلة ما بعد الإنتاج.
قام بويل بخطوة غير عادية للغاية؛ إذ قام بتوظيف اثنين من المصورين السينمائيين للعمل في الوحدة الأولى، قام بتوظيف أنتوني دود مانتل وإنريكيه شدياق، حيث قام كل منهما بتصوير 50 في المائة من الفيلم عن طريق التبادل مع بعضهما البعض، سمح هذا لبويل وفرانكو بالعمل لأيام طويلة دون إجهاد الطاقم.
استعان بويل بمصمم تأثيرات الماكياج توني غاردنر وشركته، لإعادة إنشاء بتر ذراعه الشخصية. شدد بويل على أن واقعية الذراع وكذلك العملية نفسها كانت عاملاً أساسيًا في استثمار الجمهور في تجربة الشخصية، وأن نجاح تأثيرات الماكياج سيؤثر على نجاح الفيلم. تم إنشاء منصات الذراع الكاذبة في عدة طبقات من الألياف الزجاجية والعظام الفولاذية، من خلال السيليكون والعضلات الليفية والأوتار، إلى الأوردة والشرايين الوظيفية، وأخيراً تم تقشيرها بطبقة سيليكون شفافة من الجلد بطبقة رقيقة من دهون السيليكون تحت الجلد. تم استخدام ثلاثة أطراف صناعية في المجموع، اثنان مصممان لإظهار الأجزاء الداخلية للذراع والآخر لمحاكاة الجزء الخارجي منه. لاحظ فرانكو لاحقًا أن رؤية الدم على ذراعه كانت صعبة عليه وكانت ردود أفعاله في تلك المشاهد حقيقية.
اعترف فرانكو أن تصوير الفيلم كان صعبًا عليه جسديًا: "كان هناك الكثير من الألم الجسدي، وكان داني يعرف أنه سيكون هناك الكثير من العناء. وسألته بعد أن قمنا بالفيلم "إلى أي مدى يمكن أن تدفع الفيلم؟... كان لدي الكثير من الندوب، أنا لست فقط أشعر بألم جسدي، ولكن استُنفدَت طاقتي. أصبح الفيلم أقل من واجهة وضعتها وأكثر من تجربة مررت بها."

## الإصدار
عُرض الفيلم لأول مرة في مهرجان تيلورايد السينمائي، ثُم عُرض بعدها في مهرجان تورونتو السينمائي الدولي بتاريخ 12 سبتمبر 2010. اختير الفيلم ليكون العرض الختامي لدورة سنة 2010 من مهرجان لندن السينمائي، حيث عُرض في 28 أكتوبر 2010. صدر الفيلم في إصدار محدود في الولايات المتحدة في 5 نوفمبر 2010 بواسطة شركة فوكس سيرش لايت بيكتشرز. صدر بعدها في المملكة المتحدة بواسطة شركة باثي في 7 يناير 2011، ثُم صدر في الهند يوم 26 يناير 2011.
كانت هناك العديد من التقارير المنشورة (غير مؤكدة كلها) والتي تُفيد بأن المقطع الدعائي والفيلم أصاب الجمهور بالمرض. ورد في مقال لموقع هافينغتون بوست بتاريخ نوفمبر 2010، أن الجمهور عندما شاهد الفيلم «بعضه أُغمي عليه وبعضه تقيأ، وذلك في أعداد لم تُسجل مُنذ فيلم طارد الأرواح الشريرة». أثناء عرض الفيلم في مهرجان تيلورايد السينمائي، احتاج شخصان من الجُمهور إلى عناية طبية. في العرض الأول، أصيب أحد أفراد الجمهور بالدوار وأُخرج على متن نقالة. خلال عرض لاحق، أصيب مُشاهد آخر بنوبة هلع. أُبلغ عن ردود فعل مُماثلة في مهرجان تورونتو السينمائي الدولي، وعُرض عرضًا خاصًا استضافته بيكسار ولي إدوارد أنريخ، مُخرج فيلمي حكاية لعبة 3 (2010) وكوكو (2017). نشر موقع موفيلاين «خطير: جدول زمني شامل لكل من أغمي عليه (أو أسوأ) في 127 ساعة».

### الاستقبال النقدي
حصل الفيلم على موقع الطماطم الفاسدة على تقييم 93٪ بناءً على 235 مراجعة، أي بمُتوسط تقييم 8.28/10. أجمع نُقاد الموقع على أن الفيلم «بقدر ما هو مؤلم بقدر ما هو ملهم، كما أن فيلم 127 ساعة جمع بين عمل إخراجي مُذهل من بويل وأداء رائع من جيمس فرانكو.» على موقع ميتاكريتيك، حصل الفيلم على مُتوسط درجات 82 من أصل 100، بناءً على 38 مُراجعة.

### الترشيحات والجوائز
رُشح الفيلم خلال حفل توزيع جوائز الغولدن غلوب لنيل 3 جوائز، هي جائزة أفضل مُمثل، وجائزة أفضل سيناريو وجائزة أفضل موسيقى تصويرية.
أما في حفل توزيع جوائز الأكاديمية البريطانية للأفلام، فقد رُشح الفيلم لنيل 9 جوائز هي : جائزة أفضل فيلم بريطاني، وجائزة أفضل إخراج، وجائزة أفضل مُمثل في دور رئيسي، وجائزة أفضل سيناريو مُقتبس ‏، وجائزة أفضل تصوير سينمائي، وجائزة أفضل مونتاج، وجائزة أفضل موسيقى أفلام.
وقد حصل الفيلم أيضا في حفل توزيع جوائز الأوسكار الثالث والثمانون على 6 ترشيحات هي : جائزة أفضل فيلم، وجائزة أفضل مُمثل، وجائزة أفضل سيناريو مقتبس، وجائزة أفضل موسيقى تصويرية، وجائزة أفضل أغنية أصلية، وجائزة أفضل مونتاج.
حصل الفيلم على 8 ترشيحات في حفل توزيع جوائز جمعية نقاد البث السينمائي. هاته الجوائز هي جائزة أفضل فيلم، وجائزة أفضل مُخرج، وجائزة أفضل مُمثل، وجائزة أفضل سيناريو مقتبس، وجائزة أفضل تصوير سينمائي، وجائزة أفضل مونتاج، وجائزة أفضل أغنية ‏، وجائزة أفضل صوت. وقد فاز الفيلم في الأخير بجائزة أفضل أُغنية عن أغنية (بالإنجليزية: If I Rise).
فاز جيمس فرانطو بجائزة أفضل مُمثل في حفل توزيع جوائز New York Film Critics Online وفي حفل توزيع جوائز جمعية نقاد السينما في دالاس فورت وورث.

## وصلات خارجية
- مقالات تستعمل روابط فنية بلا صلة مع ويكي بيانات